# 岔路黑猪
岔路黑猪是中国的地方猪品种之一，是宁波市唯一的地方猪品种。
岔路黑猪原产于浙江省宁波市宁海县岔路镇，并因而得名。
岔路黑猪全身被毛为黑色，耳大下垂。
岔路黑猪总产仔数为10.4±2.42头，产活仔数为9.41±2.29头。